# 羽賀準一
羽賀 準一（はが じゅんいち、1908年〈明治41年〉9月11日 - 1966年〈昭和41年〉12月11日）は、日本の剣道家。羽賀忠利は実弟。
中山博道の道場有信館の高弟で、神道無念流剣術、夢想神伝流居合を学び、中倉清、中島五郎蔵と共に「有信館三羽烏」と呼ばれた。第二次大戦後も神道無念流剣術の流れを汲む戦前のままの剣道を続け、異色の剣道家として知られた。羽賀の剣道は現在、一剣会羽賀道場、日本剣道協会に受け継がれている。

## 生涯

### 生い立ち
米穀店兼自転車店を営む父藤一、母チエの子として広島県比婆郡東城町（現庄原市）で生まれる。8歳のときに父が死去する。1921年（大正10年）4月、尋常小学校卒業とともに大阪の木工所へ丁稚奉公に出るが、重労働がたたり数年後に肺結核を患う。奉公先を後にして、母の再婚先の養父のもとで少年時代を過ごした。
18歳の頃、陸軍戸山学校で助教を務めていた矢吹益一が帰郷し、在郷軍人会や青年団に剣道の指導にあたった。羽賀は矢吹から剣道を習い始め、矢吹が東京に戻ると羽賀も上京し、中山博道の道場有信館に入門した。

### 警察官時代
宮内省皇宮警手に任官し、皇宮警察の道場済寧館で剣道の稽古に励んだ。1930年（昭和5年）、大日本武徳会から精錬証を授与され、同年済寧館で開かれた台覧試合にも出場した。剣道を習い始めてからわずか3年半、21歳での精錬証（現在の錬士相当）取得は当時でも異例のことだった。
有信館に中倉清が入門した日、新参のくせに横柄な口のきき方をする中倉を、中島五郎蔵が懲らしめようとして、羽賀をけしかけて対決させた。ところが、羽賀と中倉は互角の格闘をして決りつかない。そこで、仕掛けた中島が入って止めた。これを機に3人に友情が生まれ、「有信館三羽烏」と呼ばれるようになる。
1931年（昭和6年）、中山と親交のある合気道創始者植芝盛平が新宿若松町に皇武館道場を開いた。この頃、中山の紹介で、中倉清とともに植村盛平の弟子となる。
1931年（昭和6年）、皇宮警察から警視庁に移籍し、剣道助教に就任するが、その気性の激しさから酒に酔ったあげく喧嘩を繰り返し、警視庁での立場は苦しいものになっていった。1934年（昭和9年）、有信館の兄弟子である内務官僚増田道義の招きで、朝鮮へ渡り、京城本町警察署に勤務した。京城帝国大学予科、京城法学専門学校、龍山憲兵隊の師範を歴任した。

### 戦後の活動
1945年（昭和20年）の終戦後、占領軍指令により大日本武徳会は解散し、武道は禁止され、師の中山博道も有信館を手放した。羽賀は剣道の命脈を保つため、鉄材商・土建業で働きながら、道場を転々として稽古を続けた。再び警視庁や各県警察から剣道師範として誘われたが、羽賀は断り通した。
1952年（昭和27年）、全日本剣道連盟が発足。文部省の国民体育館(神田一ツ橋)で剣道講習会が行われるようになり、羽賀も参加する。羽賀を慕うものが多く集まり、やがて「羽賀道場」と呼ばれるようになった。羽賀は全日本剣道連盟の役職に就くことなく、後進の育成に力を注いだ。1954年（昭和29年）には千代田区神田多町に剣道具店「梅田号」を再興。稽古の後には決まって梅田号で、弟子たちとその日の稽古のことについて歓談した。
戦後も神道無念流剣術の流れを汲む剣道を続け、大きく振りかぶっての渾身の打突、体当たり、投げ技、組討ちなどの荒技を奨励した。羽賀の稽古は、相手が殺されるのではないかと思うほどの激しさがあったといい、実際に肋骨を3本折られた者もいる。羽賀自身も我が身を打ち込み相手として積極的に弟子に提供し、毎朝の稽古の後には体中がアザだらけとなっていた。没後、全身に骨折の痕が見付かり、まさしく剣道と後身の育成に我が身を奉げたと言えるものであった。
羽賀の没後、弟子たちは衆議院議員でもある園田直を中心として、一剣会羽賀道場を設立した。また、後に一剣会羽賀道場から分かれる形で、日本剣道協会も設立された。羽賀の弟子たちは、全日本剣道連盟の試合では禁止されている投げ技や組討ちを行う、戦前のスタイルを残した稽古を続けている。

## エピソード
性格
気性は激しく、トラブルを起こすこともあったが、裏表ない性格で、社会的地位にとらわれず分け隔なく接した。国会議員から労働者や学生など、さまざまな人が羽賀を慕って弟子入りした。
剣術
「羽賀のやってるのは剣道じゃない、剣術だ。精神がなってない」という批判があった。それに対して羽賀は、「なるほど、俺のは剣術か。それじゃあ、お前たちのいう剣道とどちらが強いか、稽古でこい」と反論し、打ち負かした。「なるほど。これがお前のいう剣道か。つまり剣道とは生ぬるい稽古のための口実か」と面罵したため、遺恨が残り、羽賀は剣道界で異端視されるようになった。
技
ある日の稽古で相手の小手を打ったところ、拳と筒の接合部に当たり、羽賀の力強い打込みによって、ちぎれて真っ二つになってしまった。また、羽賀が左片手に握った竹刀で相手の喉を突き、その竹刀を喉元につけたまま進んだ。すると相手は逃げることができず、そのまま後退して道場の羽目板に頭を押し付けられた。さらに、喉元の竹刀を外しても相手は全く動けず、羽賀に頭の後ろをヒョイと押されると床にバタンと崩れ落ちた。
植芝盛平との関係
中山博道が合気道の創始者植芝盛平と親しかったことにより、羽賀は合気会の前身である皇武館に頻繁に出入りしていた。当時の皇武館は剣道部もあり、植芝の婿養子となった中倉清らと共に様々な大会に出場した。皇道義会武道大会で優勝したときは、皇武館剣道部として出場していた。羽賀は初めて植芝の合気道を見たとき、八百長だと思ったが、後年、本物であると信じるようになった。
プロ野球界との関係
プロ野球選手の荒川博、広岡達朗、榎本喜八、須藤豊、王貞治らが羽賀に日本刀の素振りを学び、野球に活かした。『週刊現代』昭和38年8月22日付の記事「巨人を快進撃させた意外な人たち」には、「王はあたらなくなると羽賀氏のもとへ電話してくる。そのつど羽賀氏は『手のしぼりがたらん、ボールのとらえ方が遅い』と注意、具体的に指導する。不思議なもので羽賀氏にどなられた次の日あたりからあたりが出てくる。王を叱りながらも羽賀は『あんな素直な男はおらん。理屈をいわず、いわれたとおりにやるからすぐ向上する。ホームランは長嶋にまけるな、といっているんです』 かわいくてしょうがない、という表情です。」とある。
あるとき、荒川博が刀を抜く瞬間に鞘ごと手のひらを深く切ってしまった。その際に羽賀は「弟子の失敗は師の恥である。怪我人を出すのは指導者の責任である」といい、荒川の自宅まで足を運び、両親に手をついて謝った。広岡はこのときの羽賀の言葉が今でも耳の奥に残り、プロ野球の選手たちを訓練するとき、いつも自戒の言葉としているという。また、榎本喜八に「若いうちは、形ある世界の追求でいい。しかし、年をとったら、形のない世界の追求をしなさい。見えない世界というものを追求しないことには人生不満足ですよ」と説いた。
芸能界との関係
時代劇の俳優が羽賀の指導を受けにくることもあった。俳優の高倉健は映画『宮本武蔵』で佐々木小次郎を演じる際、羽賀から殺陣を学んだ。羽賀の弟の羽賀忠利（剣道・居合道範士八段）は当時を述懐し、「みな兄貴から『切る』という技術を学びたくて教えを乞いに来ていたんです。（中略）俳優が殺陣の勉強をするために剣道家に教えを乞いにくるなどということは今はまずないでしょう。剣道が完全に『切る』ことから離れてしまっている。せめて居合がその方向に進めばいいが、居合も格好ばかりで、実際に切ってみようという人があまりにも少ない」と述べている。

## 年表
- 1908年（明治41年）：広島県比婆郡東城町（現庄原市）で生まれる。18歳頃から剣道を習い始める。
- 1926年（大正15年）：上京。いくつかの道場を経て、中山博道の道場有信館に入門。
- 1927年（昭和2年）：宮内省皇宮警察部に奉職。
- 1929年（昭和4年）：皇宮警察官に正式任官。
- 1930年（昭和5年）：大日本武徳会主催武徳祭大演武会に出場し、剣道精錬証を授与される。
- 1930年（昭和5年）：宮内省済寧館台覧武道大会に出場。
- 1930年（昭和5年）：大日本雄弁会主催剣道優勝大会優勝。皇道義会武道大会優勝。
- 1931年（昭和6年）：警視庁助教に就任。
- 1932年（昭和7年）：宮内省皇宮警察部主催済寧館武道大会精錬証新進剣士五人総当り試合全勝優勝[注釈 2]。全国警察官武道大会団体優勝。皇道義会武道大会団体優勝・精錬証高点試合優勝。
- 1934年（昭和9年）：京城帝国大学予科、京城本町警察署剣道師範に就任。その後、京城法学専門学校、龍山憲兵隊などの師範も務める。
- 1944年（昭和19年）：陸軍に召集され、有信館の兄弟子である内務官僚増田道義の付属要員となる。
- 1945年（昭和20年）：中山博道から長谷川英信流居合の極意を伝授される。有信館の兄弟子である大畑郷一からも居合を奥居合にいたるまで学ぶ。
- 1952年（昭和27年）：文部省の国民体育館で講師を務める（一剣会羽賀道場の前身）。
- 1962年 (昭和37年）：芝浦工業大学剣道部の師範となる。

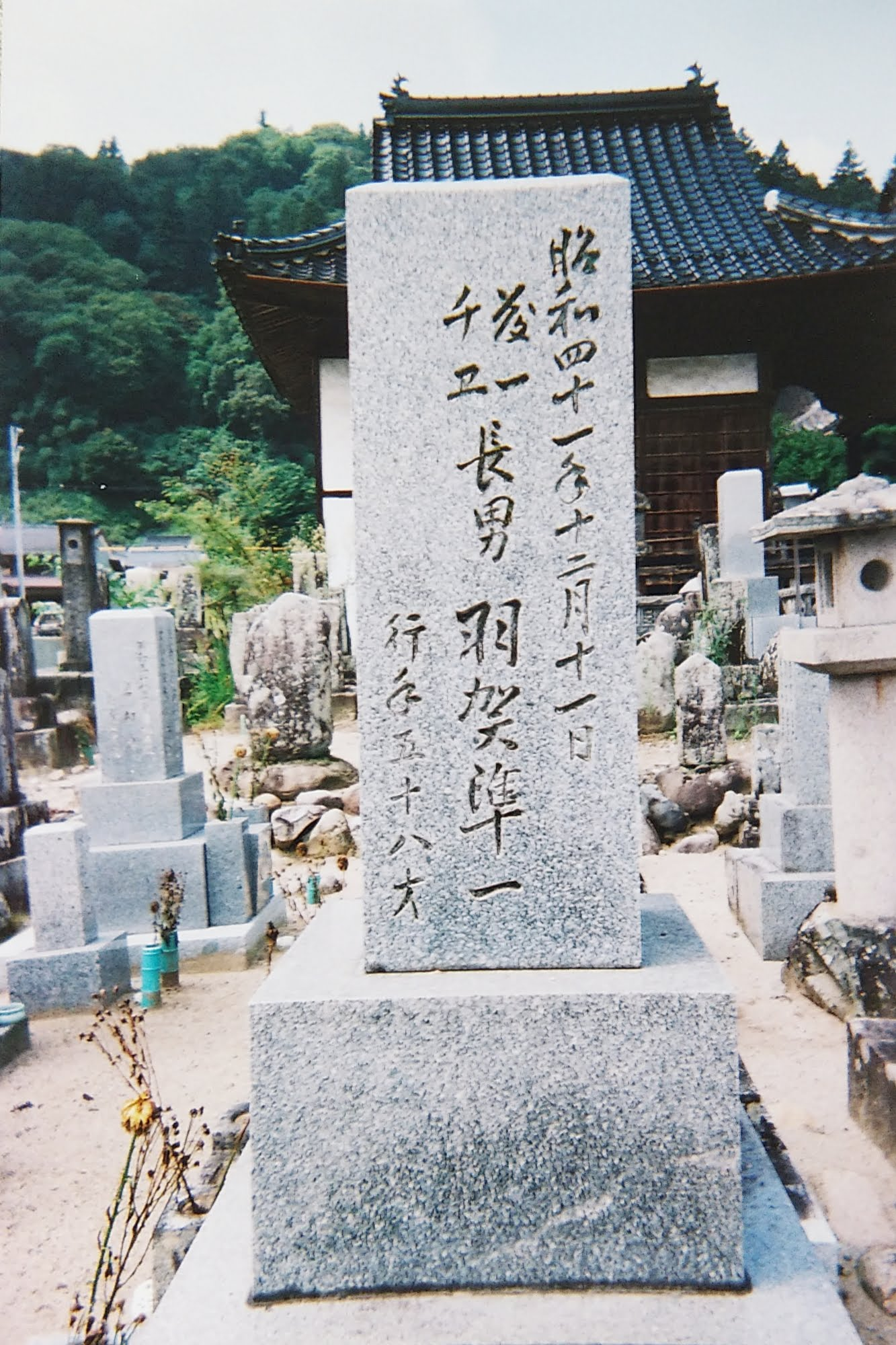
羽賀準一墓　西方寺（広島県庄原市東城町東城）

- 羽賀準一墓　西方寺（広島県庄原市東城町東城）1966年（昭和41年）：死去。